# Quieto
Tito Fulvio Giunio Quieto (latino: Titus Fulvius Iunius Quietus; ... – Emesa, 261) fu uno dei Macriani, famiglia di usurpatori contro l'imperatore romano Gallieno.

## Biografia
Quieto fu figlio di Fulvio Macriano e di una nobildonna, forse chiamata Giunia, di classe senatoriale. L'affermazione della Historia Augusta.  che fosse un tribuno militare sotto l'imperatore Valeriano è contestata dagli storici. Quieto fu elevato al soglio imperiale assieme al fratello Macriano Minore dopo che la cattura di Valeriano durante la campagna contro i Sasanidi ebbe lasciato un vuoto di potere in oriente (260): con l'esercito romano avanzato profondamente nel territorio nemico e il legittimo imperatore Gallieno lontano in occidente, i soldati elessero augusti i due fratelli, i quali avevano il sostegno del loro padre, il custode del tesoro dell'esercito, e del prefetto del pretorio Ballista.
Quieto e Macriano, eletti consoli, dovettero affrontare Gallieno: mentre Quieto rimase con Ballista in oriente, i due Macriani portarono l'esercito in occidente, per essere sconfitti e uccisi nell'Illirico (261). Quieto perse il controllo delle province orientali, che riconobbero l'autorità di Odenato di Palmira: obbligato a fuggire a Emesa, assediato da Odenato, fu lì ucciso dalla popolazione, forse per istigazione di Ballista.